# Peter Nielsen
Se även Peter Nielsen (olika betydelser)
Peter Nielsen, född 28 juli 1829 i Vonsbæk, Slesvig, död 30 september 1897 i Tystofte vid Skælskør, var en dansk agronom och botaniker. 
Efter att ha arbetat inom lantbruket och genomfört militärtjänstgöring studerade på Jellinge Seminarium, varifrån han utexaminerades 1857. Efter att i ett par år ha varit lärare på Flakkebjerg Institut, kallades han 1859 till lärare i Ørslev vid Skælskør och 1886 övertog han ledningen av den av staten på Tystofte mark upprättade försöksstationen för växtodling. Som lärare i Ørslev inriktade han sig på floristiska studier och fick efterhand en enastående kännedom både om ogräsen och deras bekämpande och om kulturväxterna, särskilt gräsens och klövrars, utveckling och egenskaper. 
Landhusholdningsselskabet gav honom 1877 tillåtelse till att hålla hjälplärare och beviljade honom härtill årligen 600 kronor, för att han skulle kunna ägna mesta möjliga tid åt botaniska studier och 1882 anställdes han som sällskapets konsulent i växtkultur. År 1885 blev han statskonsulent. På Ørslev skolelod och senare på Tystofte ledde han en försöksverksamhet, som i hög grad gagnade lantbruket. Försöken omfattade de flesta arter och varieteter av kulturväxterna, deras groning, utveckling, tålighet o.s.v., gödningsförsök, försök med växternas förhållanden under olika odlingsvillkor, jordens bearbetning etc. Tillsammans med Niels Johannes Fjord blev han grundläggaren av den på vetenskaplig grund vilande lantekonomiska försöksverksamheten i Danmark. Även som författare och föredragshållare utvecklade han en förtjänstfull verksamhet; särskilt kan hans värdefulla artiklar i "Landbrugsordbogen" nämnas.
Som rent botanisk författare utmärkte sig Nielsen dels för ingående floristiska undersökningar av olika områden i Danmark, särskilt sydvästra Själland, dels för sina studier av rostsvamp och giftsot; han påvisade bytet av värdväxt hos den Pucciniaart, som lever på Poa, och om skålrost uppträder på Tussilago. Vidare studerade han särskilt danska kransalgarter och utgav en exsickatsamling om dessa.

## Utmärkelser
- Riddare av Dannebrogorden,  1888[1]

[Redigera Wikidata]